# Liste der Naturdenkmale in Sigmaringen
| Naturdenkmale | Anzahl |
| ------------- | ------ |
| FND           | 4      |
| END           | 20     |
| Gesamt        | 24     |

Die Liste der Naturdenkmale in Sigmaringen nennt die verordneten Naturdenkmale (ND) der im baden-württembergischen Landkreis Sigmaringen liegenden Stadt Sigmaringen. In Sigmaringen gibt es insgesamt 24 als Naturdenkmal geschützte Objekte, davon 4 flächenhafte Naturdenkmale (FND) und 20 Einzelgebilde-Naturdenkmale (END).
Stand: 2. August 2024.

## Flächenhafte Naturdenkmale (FND)
| Name                                                 | Bild | Kennung     | Einzelheiten | Position | Fläche Hektar | Datum         |
| ---------------------------------------------------- | ---- | ----------- | ------------ | -------- | ------------- | ------------- |
| Altes Schloss auf dem Hertenstein, Ruine Hertenstein |      | 84371040036 | Sigmaringen  | ⊙        | 0,4           | 18. Mai 1971  |
| Beckenloch                                           | BW   | 84371040018 | Sigmaringen  | ⊙        | 1,0           | 25. Apr. 1941 |
| Nägelesfelsen                                        | BW   | 84371040035 | Sigmaringen  | ⊙        | 1,1           | 18. Mai 1971  |
| Steinriegelhecke                                     | BW   | 84371040066 | Sigmaringen  | ⊙        | 0,2           | 26. Sep. 1994 |
| Legende für Naturdenkmal                             |      |             |              |          |               |               |

## Einzelgebilde (END)
| Name                                   | Bild | Kennung     | Einzelheiten                                                                       | Position | Fläche Hektar | Datum         |
| -------------------------------------- | ---- | ----------- | ---------------------------------------------------------------------------------- | -------- | ------------- | ------------- |
| Bergahorn                              | BW   | 84371040047 | Sigmaringen Nicht mehr in der LUBW-Datenbank vorhanden.                            | ⊙        | 0,0           | 25. März 1935 |
| Blutbuche                              | BW   | 84371040041 | Sigmaringen südlich des Prinzengartens                                             | ⊙        | 0,0           | 18. Mai 1971  |
| Buche bei 7 Kirschbäumen               | BW   | 84371040031 | Sigmaringen                                                                        | ⊙        | 0,0           | 25. März 1935 |
| „Eichle“ beim Grillplatz Unterschmeien | BW   | 84371040002 | Sigmaringen                                                                        | ⊙        | 0,0           | 25. März 1935 |
| Eulengrube                             |      | 84371040064 | Sigmaringen                                                                        | ⊙        | 0,0           | 30. Okt. 1987 |
| Friedenslinde                          | BW   | 84371040006 | Sigmaringen Laiz                                                                   | ⊙        | 0,0           | 25. März 1935 |
| Friedenslinde                          |      | 84371040034 | Sigmaringen im Zentrum, Ecke Laizer Straße/Donaustraße                             | ⊙        | 0,0           | 18. Mai 1971  |
| Friedhofslinde                         | BW   | 84371040011 | Sigmaringen Jungnau                                                                | ⊙        | 0,0           | 25. März 1935 |
| Fürst-Wilhelm-Eiche                    | BW   | 84371040040 | Sigmaringen südlich des Prinzengartens                                             | ⊙        | 0,0           | 18. Mai 1971  |
| Gaibühllinden                          | BW   | 84371040009 | Sigmaringen Nicht mehr in der LUBW-Datenbank vorhanden.                            | ⊙        | 0,0           | 18. Mai 1971  |
| Gruppe von drei Stieleichen            | BW   | 84371040049 | Sigmaringen                                                                        | ⊙        | 0,0           | 25. März 1935 |
| Guipsteinhöhle                         | BW   | 84371040065 | Sigmaringen                                                                        | ⊙        | 0,0           | 30. Okt. 1987 |
| Lärche                                 | BW   | 84371040053 | Sigmaringen Binger Straße, Waldrand                                                | ⊙        | 0,0           | 25. März 1935 |
| Linde                                  | BW   | 84371040037 | Sigmaringen                                                                        | ⊙        | 0,0           | 18. Mai 1971  |
| Pfisterslinde                          | BW   | 84371040054 | Sigmaringen Nicht mehr in der LUBW-Datenbank vorhanden.                            | ⊙        | 0,0           | 25. März 1935 |
| Rudolf-Kuhn-Eiche                      | BW   | 84371040022 | Sigmaringen                                                                        | ⊙        | 0,0           | 25. März 1935 |
| Sommerlinde bei der Handwerkskammer    |      | 84371040027 | Sigmaringen                                                                        | ⊙        | 0,0           | 25. März 1935 |
| Sommerlinde                            | BW   | 84371040020 | Sigmaringen südlich des Prinzengartens Nicht mehr in der LUBW-Datenbank vorhanden. | ⊙        | 0,0           | 25. März 1935 |
| Stieleiche im Vogelherd                | BW   | 84371040046 | Sigmaringen                                                                        | ⊙        | 0,0           | 25. März 1935 |
| Stieleiche im Wachtelhau               | BW   | 84371040042 | Sigmaringen                                                                        | ⊙        | 0,0           | 25. März 1935 |
| Stieleiche                             | BW   | 84371040021 | Sigmaringen                                                                        | ⊙        | 0,0           | 25. März 1935 |
| Stieleiche                             | BW   | 84371040045 | Sigmaringen                                                                        | ⊙        | 0,0           | 25. März 1935 |
| Winterlinde                            | BW   | 84371040033 | Sigmaringen                                                                        | ⊙        | 0,0           | 25. März 1935 |
| Zigeunerbuche                          | BW   | 84371040001 | Sigmaringen                                                                        | ⊙        | 0,0           | 25. März 1935 |
| Legende für Naturdenkmal               |      |             |                                                                                    |          |               |               |